# استان‌های ایتالیا

در زیر استان‌های ایتالیا بر پایه منطقه و به ترتیب حروف الفبا فهرست شده‌است.

## آبروتزو

استان‌های آبروتزو

- استان کییتی (CH)
- استان لاکویلا (AQ)
- استان پسکارا (PE)
- استان تیرامو (TE)

## آپولیا(Puglia)

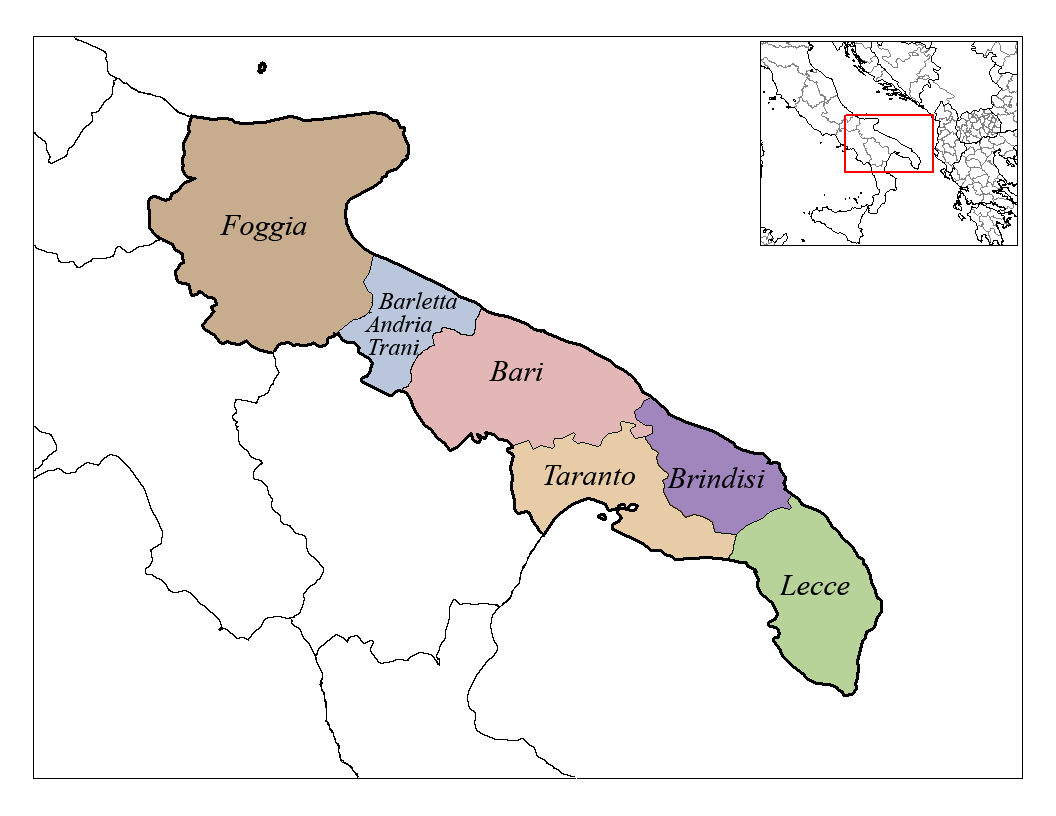
استان‌های آپولیا

- استان باری (BA)
- استان بارلتا-آندریا-ترانی (BT)
- استان بریندیسی (BR)
- استان فوجا (FG)
- استان لچه (LE)
- استان تارانتو (TA)

## باسیلیکاتا

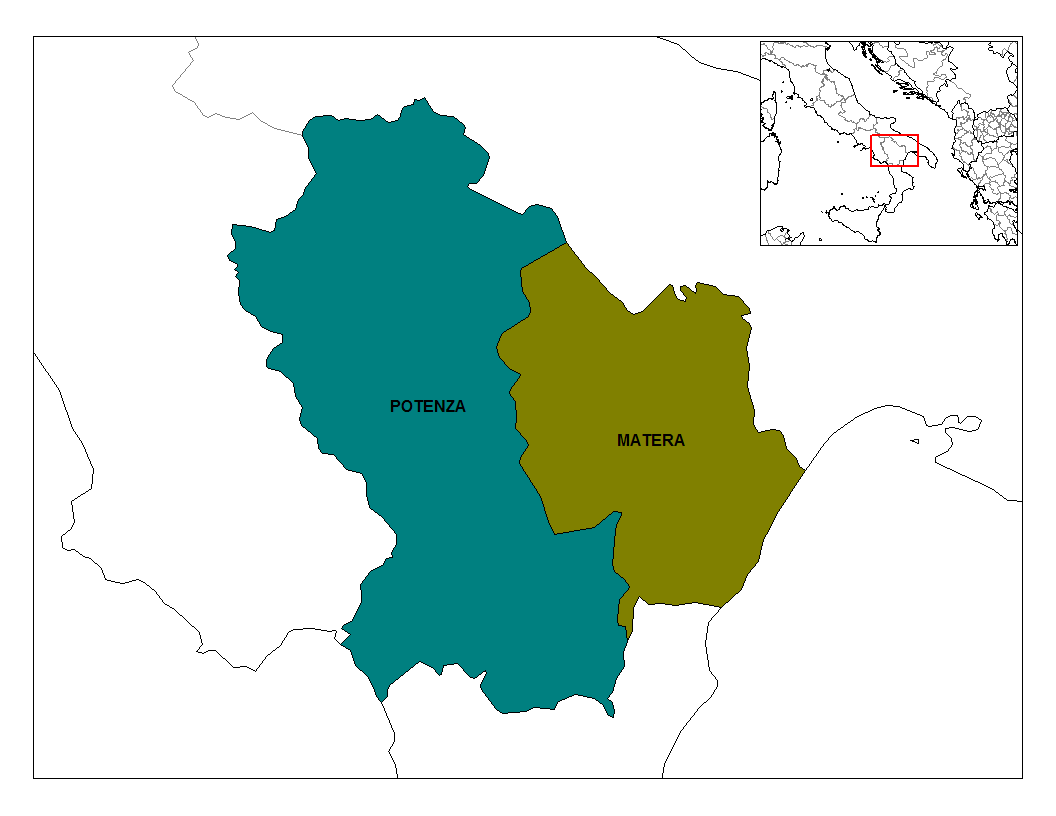
استان‌های باسیلیکاتا

- استان ماترا (MT)
- استان پوتنزا (PZ)

## کالابریا

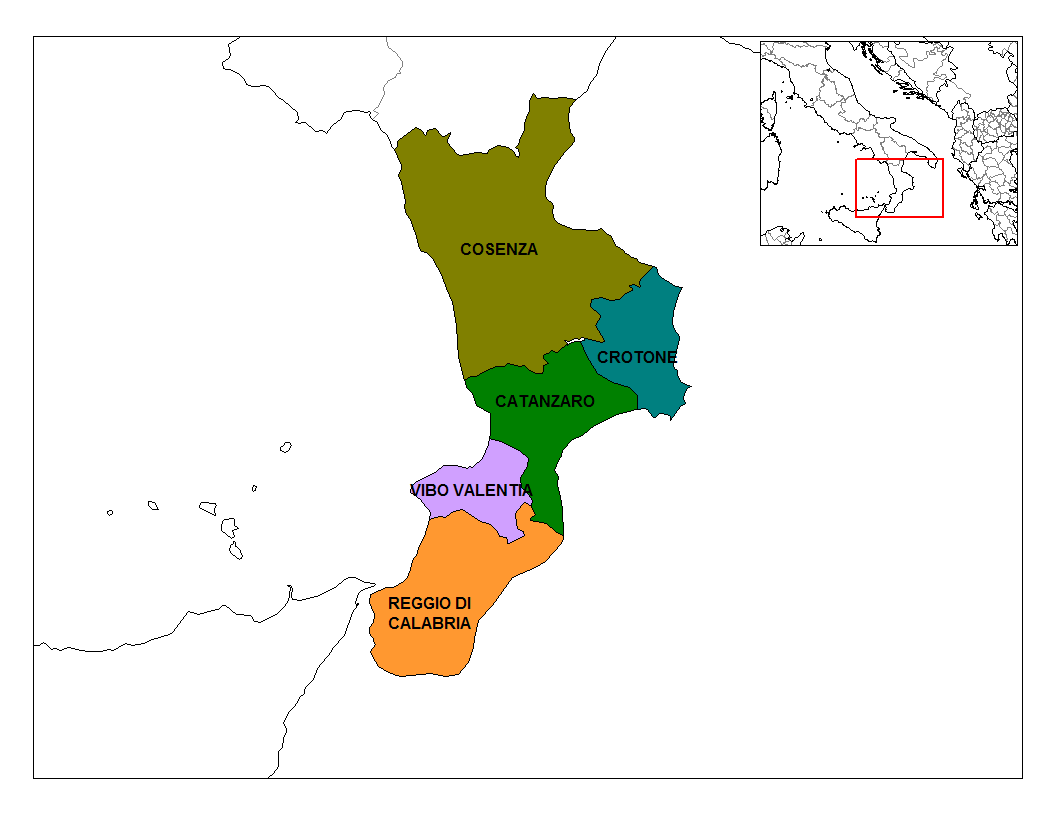
استان‌های کالابریا

- استان کاتانزارو (CZ)
- استان کوزنتسا (CS)
- استان کروتون (KR)
- استان رجیو کالابریا (RC)
- استان ویبو والنتیا (VV)

## کامپانیا

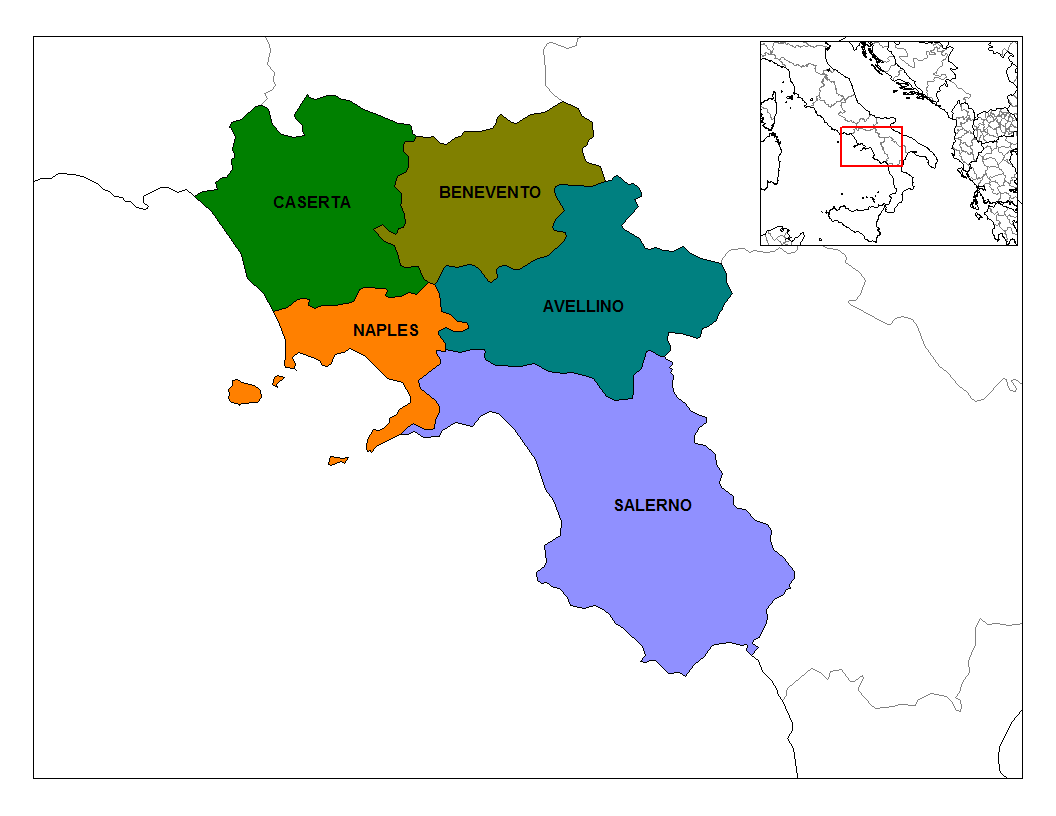
استان‌های کامپانیا

- استان آولینو (AV)
- استان بنونتو (BN)
- استان کسرتا (CE)
- استان ناپل (NA)
- استان سالرنو (SA)

## امیلیا-رومانیا

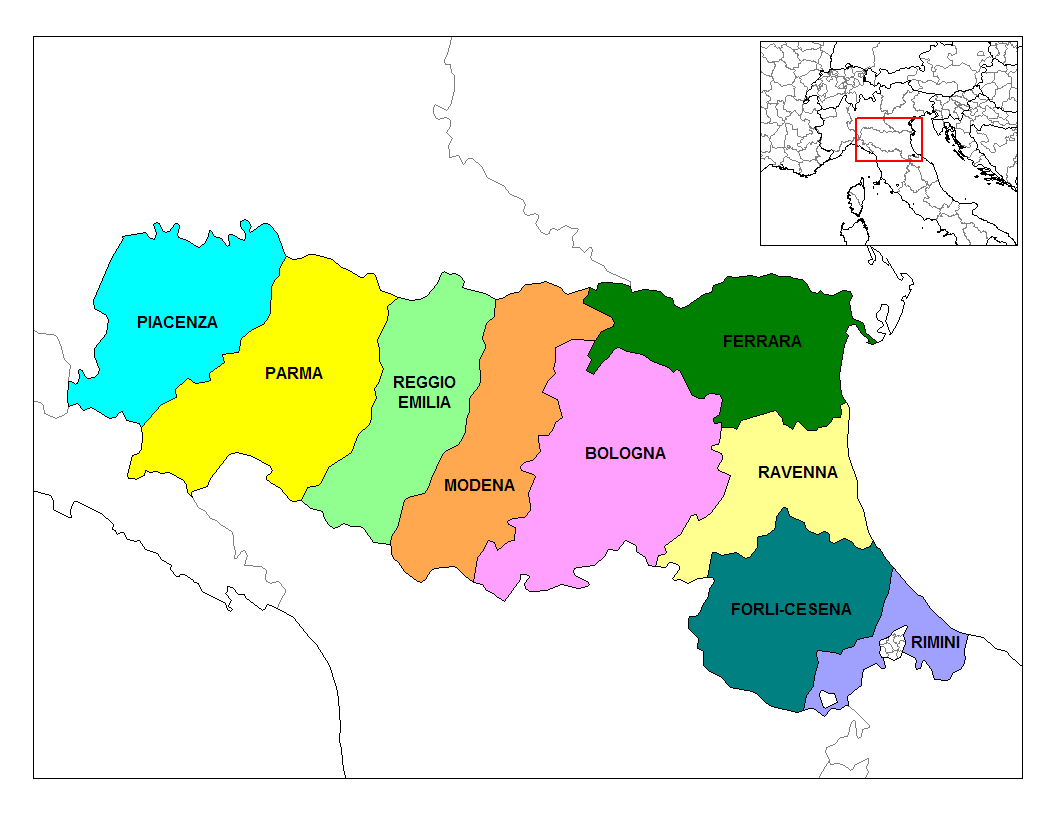
استان‌های امیلیا-رومانیا

- استان بولونیا (BO)
- استان فرارا (FE)
- استان فورلی-چسنا (FC)
- استان مودنا (MO)
- استان پارما (PR)
- استان پیاچنزا (PC)
- استان راونا (RA)
- استان رجو امیلیا (RE)
- استان ریمینی (RN)

## فریولی ونتزیا جولیا

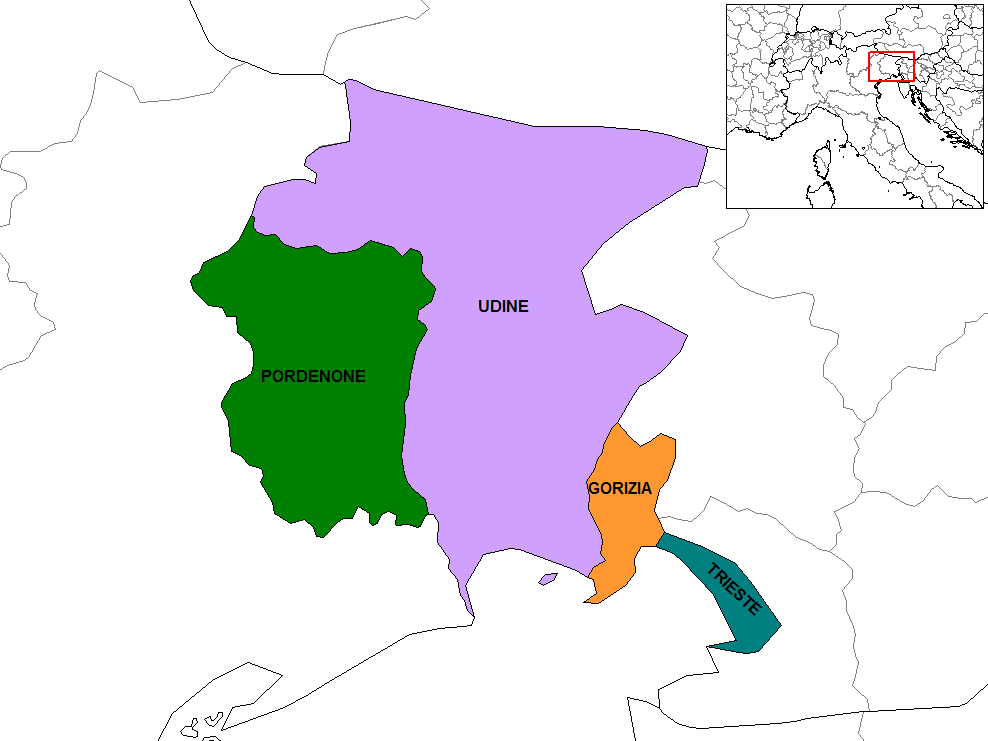
استان‌های فریولی ونتزیا جولیا

- استان گوریتزیا (GO)
- استان پوردنونه (PN)
- استان تریسته (TS)
- استان اودینه (UD)

## لاتزیو

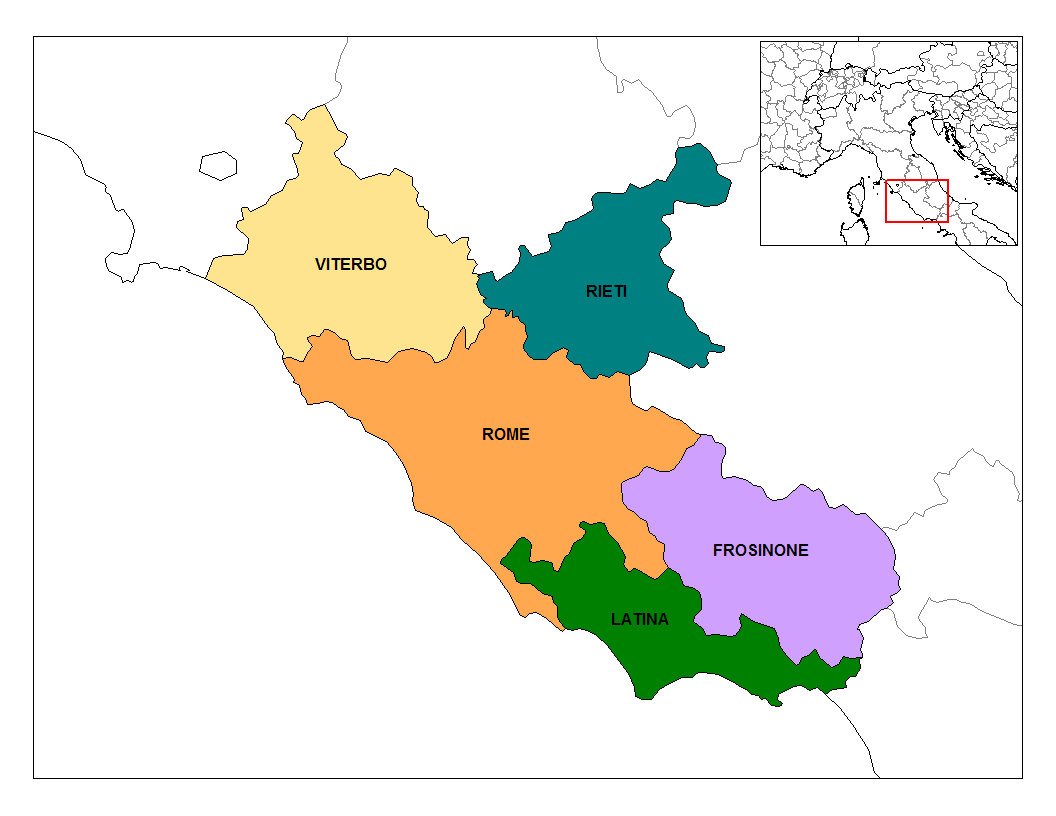
استان‌های لاتزیو

- استان فروزینونه (FR)
- استان لاتینا (LT)
- استان ریتی (RI)
- استان رم (RM)
- استان ویتربو (VT)

## لیگوریا

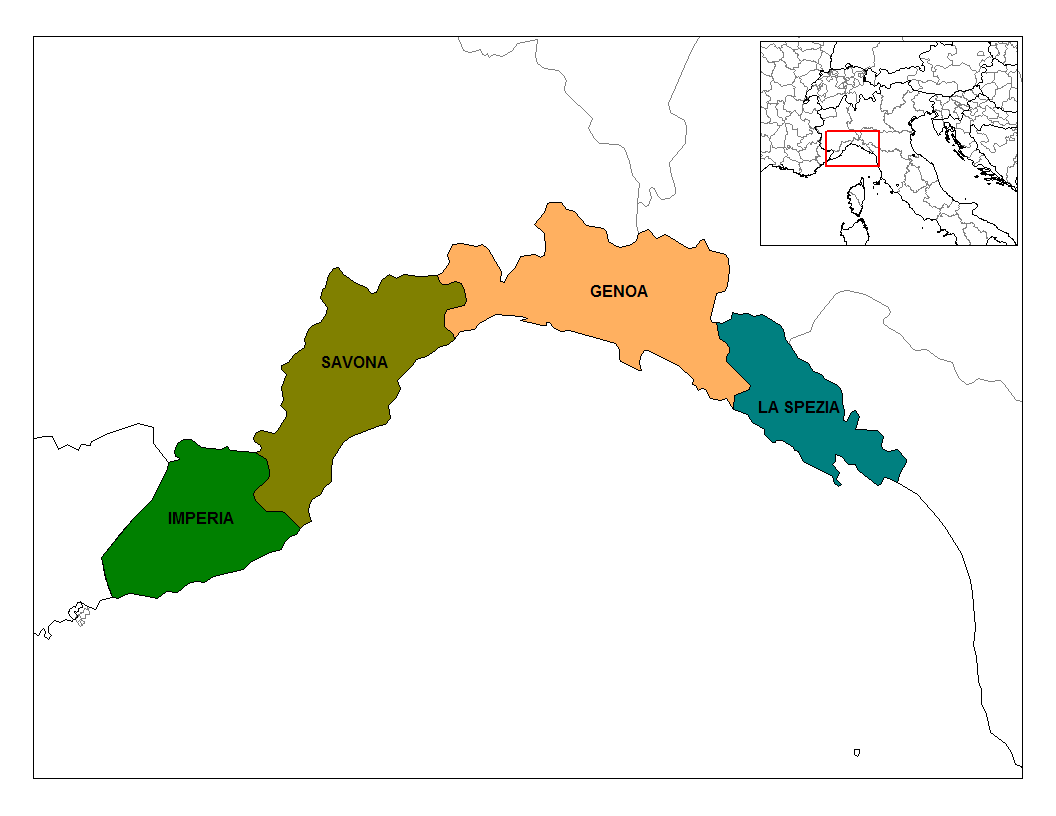
استان‌های لیگوریا

- استان جنوا (GE)
- استان ایمپریا (IM)
- استان لا اسپتزیا (SP)
- استان ساونا (SV)

## لمباردی(Lombardia)

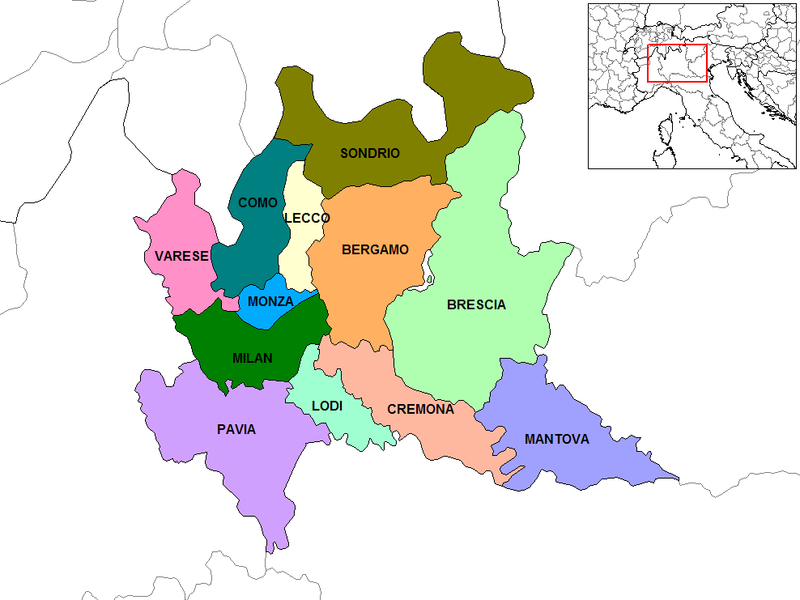
استان‌های لمباردی

- استان برگامو (BG)
- استان برشا (BS)
- استان کومو (CO)
- استان کریمونا (CR)
- استان لکو (LC)
- استان لودی (LO)
- استان مانتووا (MN)
- استان میلان (MI)
- استان مونتزا و بریانتزا (MB)
- استان پاویا (PV)
- استان سوندریو (SO)
- استان وارزه (VA)

## مارکه

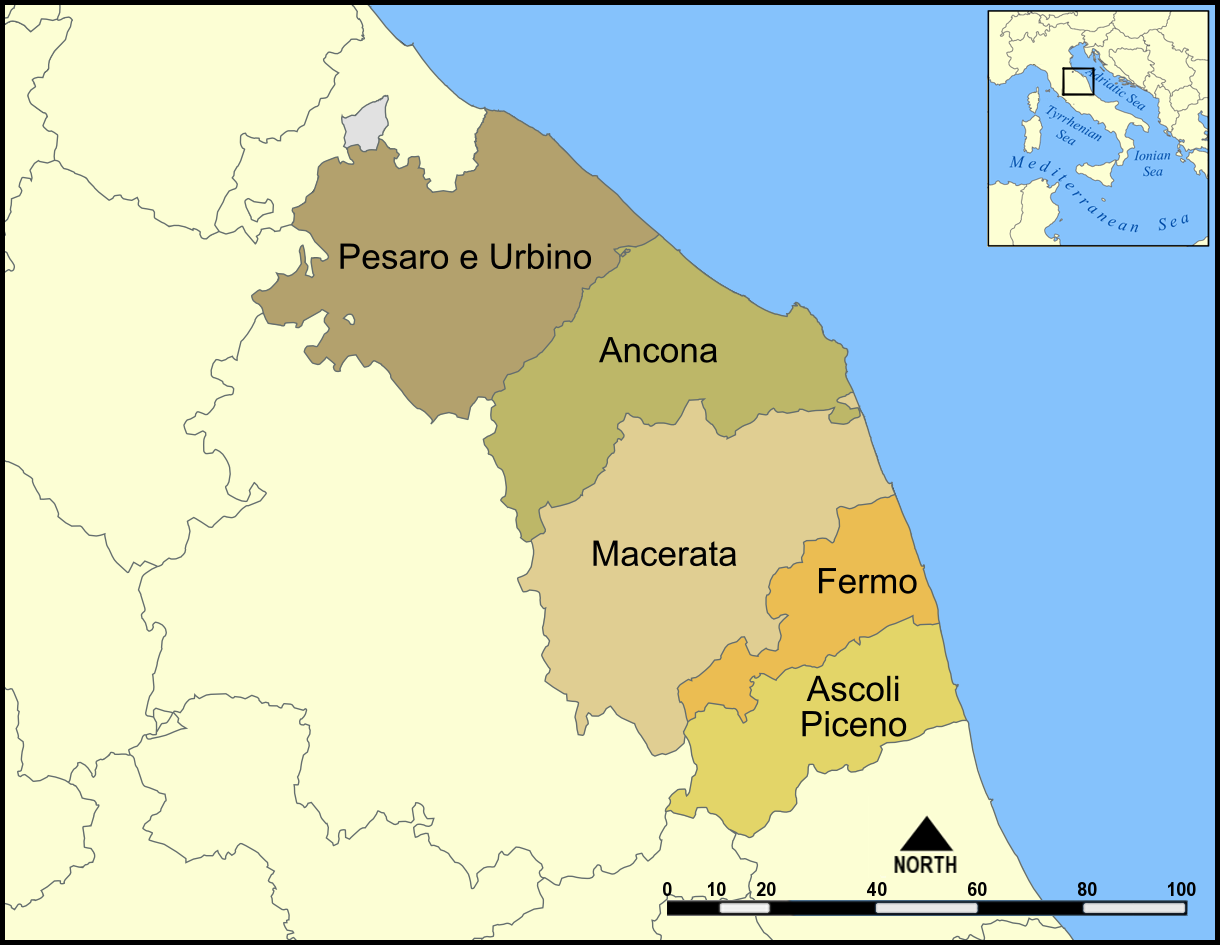
استان‌های مارکه

- استان آنکونا (AN)
- استان اسکولی پیچنو (AP)
- استان فرمو (FM)
- استان ماچراتا (MC)
- استان پزارو و اوربینو (PU)

## مولیز

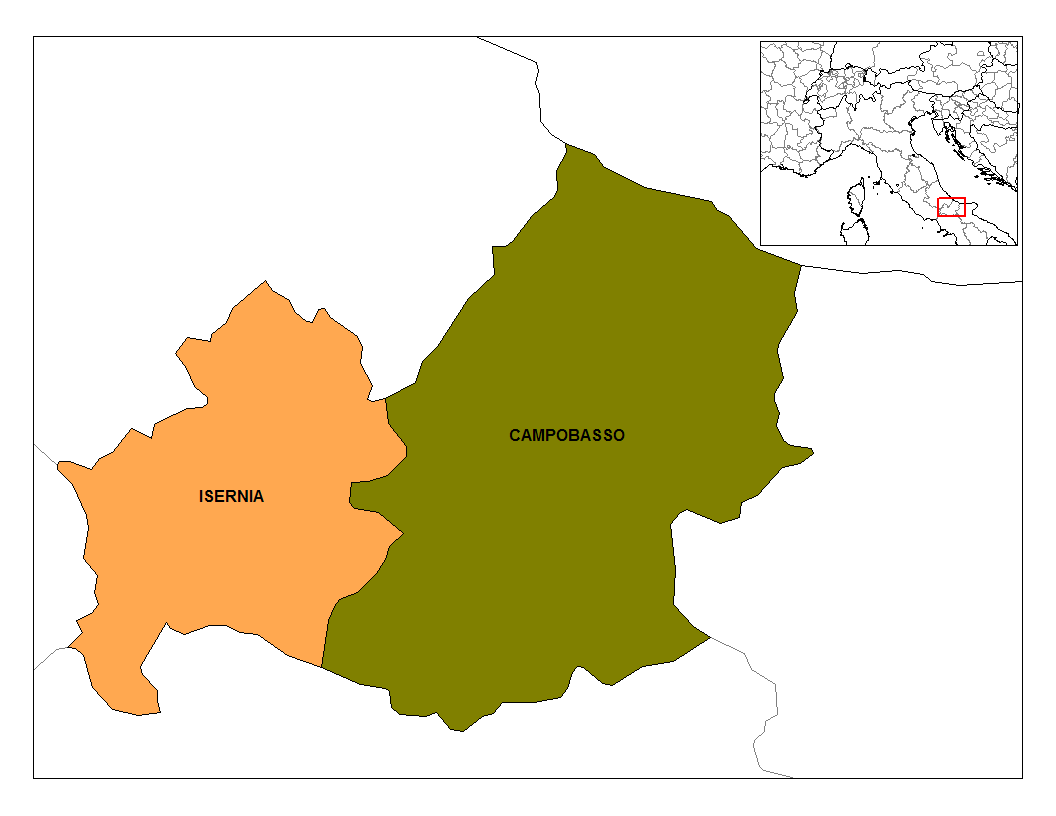
استان‌های مولیز

- استان کامپوباسو (CB)
- استان ایسرنیا (IS)

## پیمونت(Piemonte)

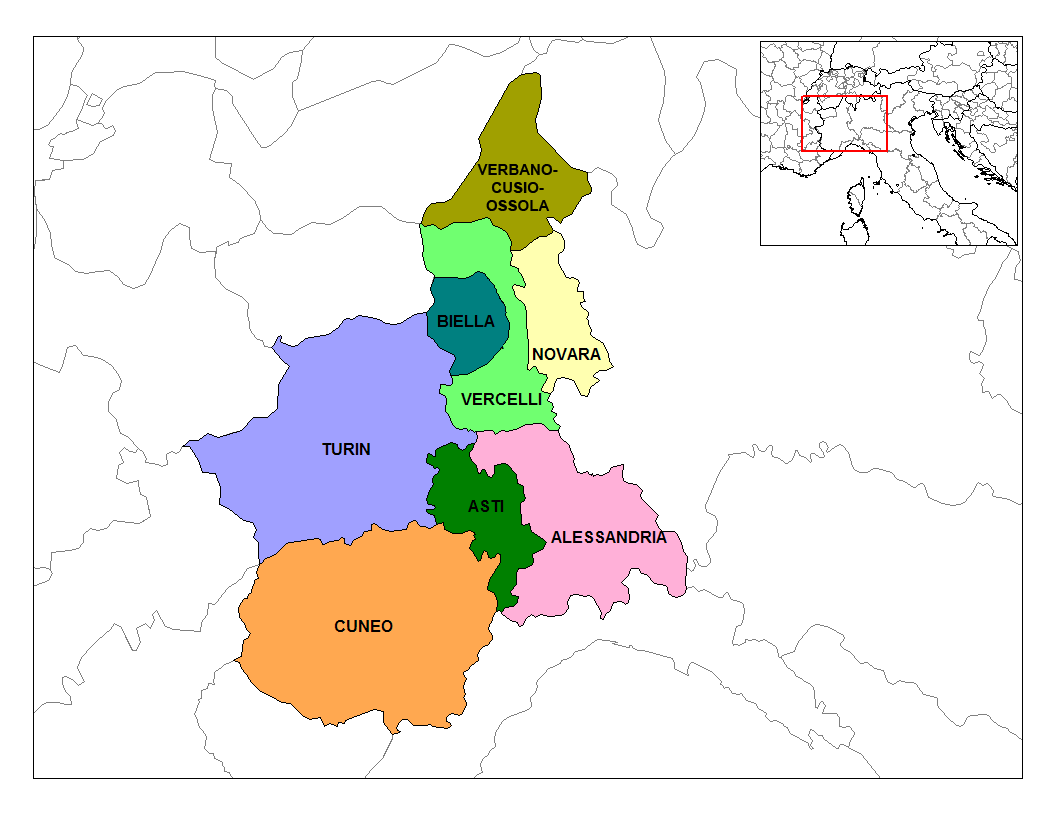
استان‌های پیمونت

- استان آلساندریا (AL)
- استان آسته (AT)
- استان بیه‌لا (BI)
- استان کونیو (CN)
- استان نووارا (NO)
- استان تورین (TO)
- استان وربانو-کوزیو-اوسولا (VB)
- استان ورسلی (VC)

## ساردنی(Sardegna)

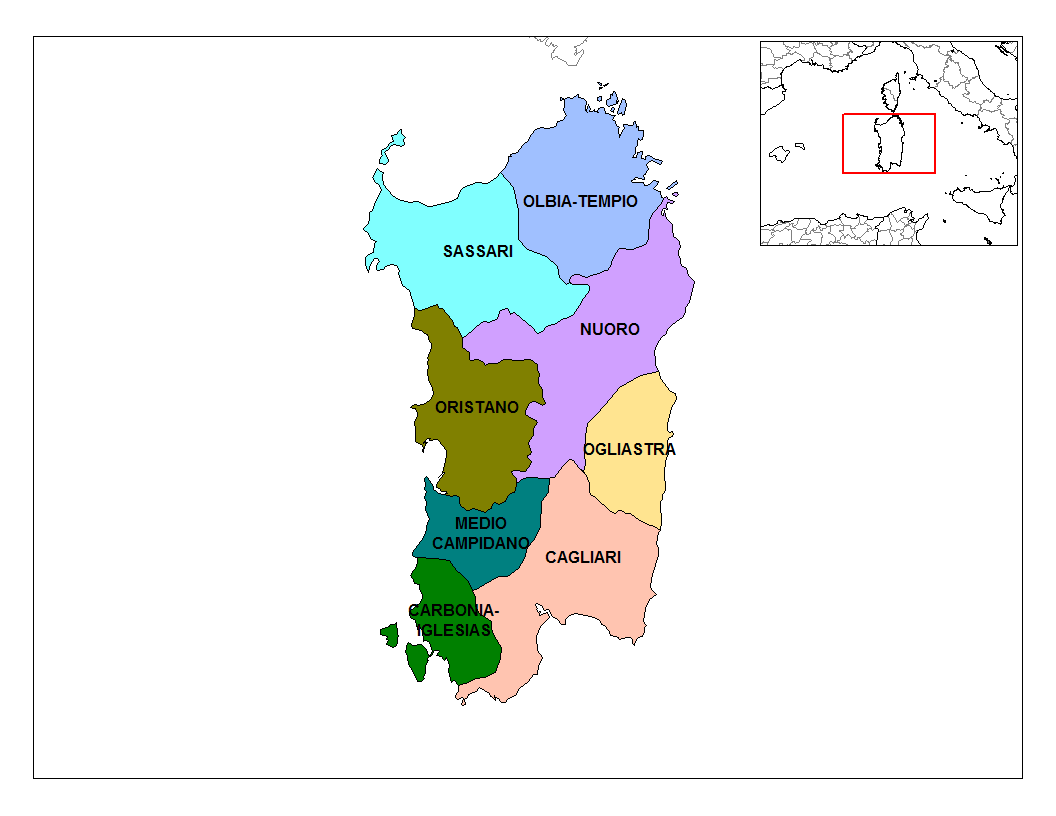
استان‌های ساردنی

- استان کالیاری (CA)
- استان کربنیا-اگلیسیاز (CI)
- استان مدیو کمپیدانو (VS)
- استان نیورو (NU)
- استان اگلیاسترا (OG)
- استان البیا تمپیو (OT)
- استان اریستانو (OR)
- استان ساساری (SS)

## سیسیل(Sicilia)

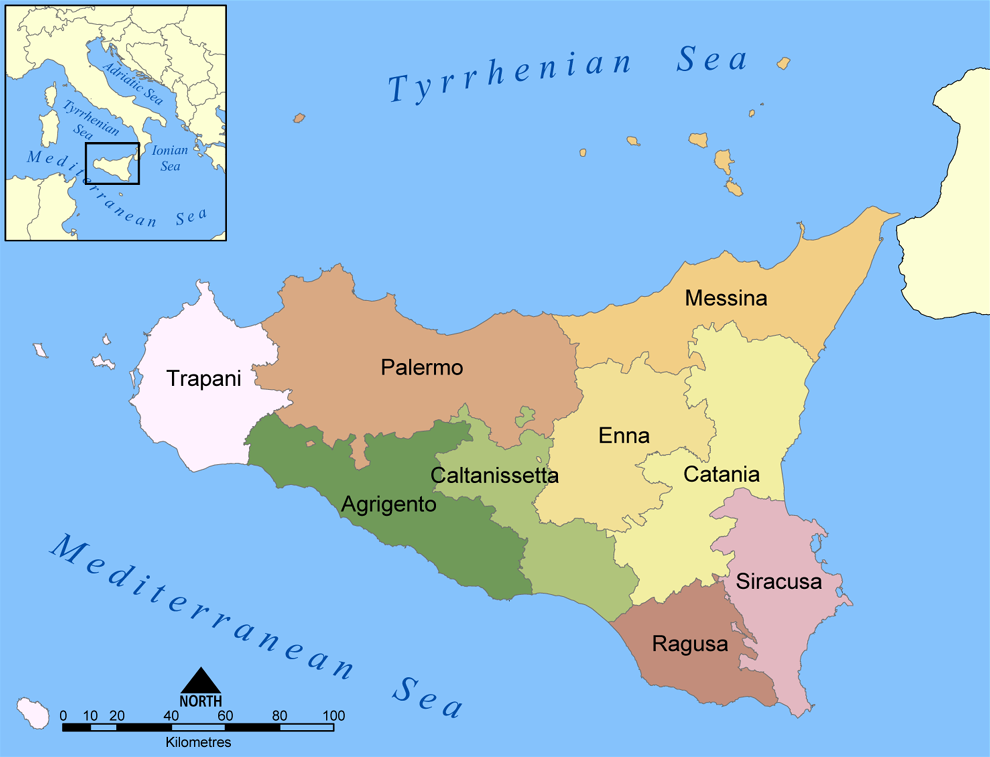
استان‌های سیسیل

- استان آگریجنتو (AG)
- استان کالتانیستا (CL)
- استان کاتانیا (CT)
- استان انا (EN)
- استان مسینا (ME)
- استان پالرمو (PA)
- استان راگوسا (RG)
- استان سیراکوز (SR)
- استان تراپانی (TP)

## ترنتینو آلتو آدیجه

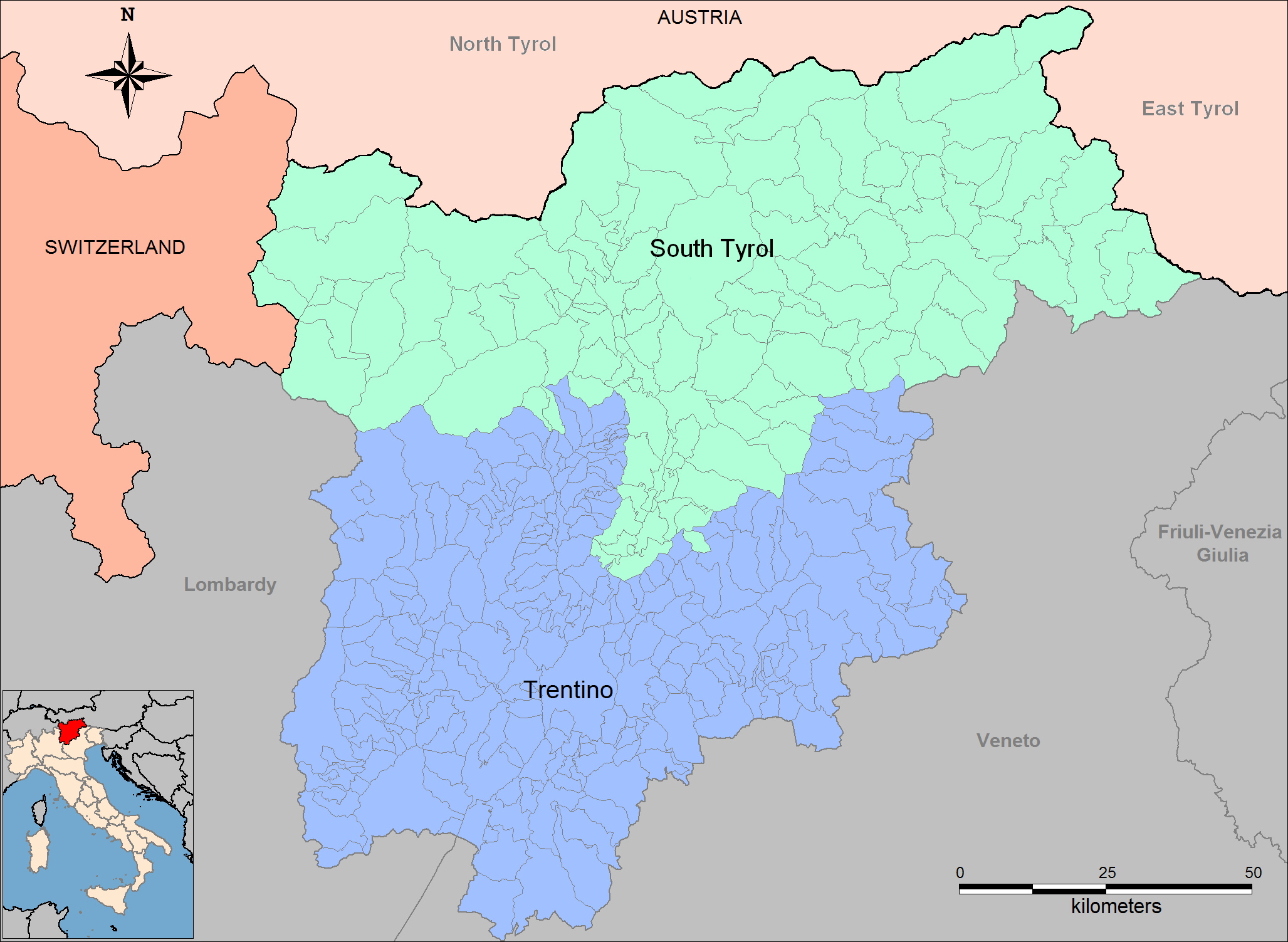
استان‌های ترنتینو آلتو آدیجه

- تیرول جنوبی (BZ)
- ترنتینو (TN)

## توسکانی

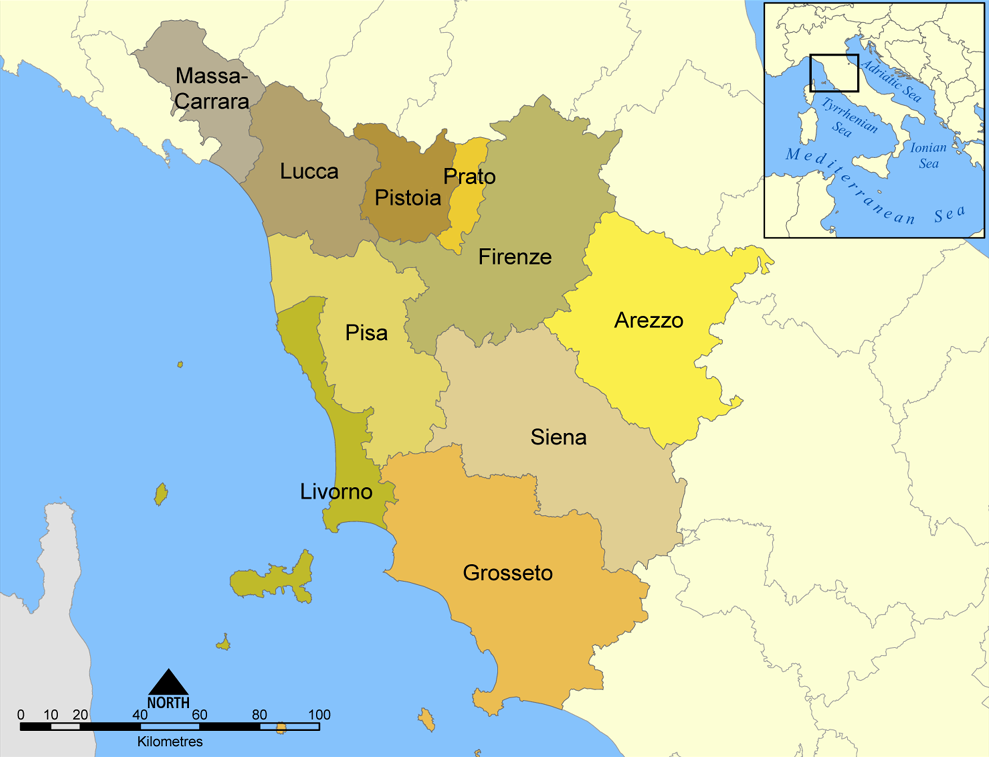
استان‌های توسکانی

- استان آرزو (AR)
- استان فلورانس (FI)
- استان گروستو (GR)
- استان لیورنو (LI)
- استان لوکا (LU)
- استان ماسا و کارارا (MS)
- استان پیزا (PI)
- استان پیستویا (PT)
- استان پراتو (PO)
- استان سینا (SI)

## اومبریا

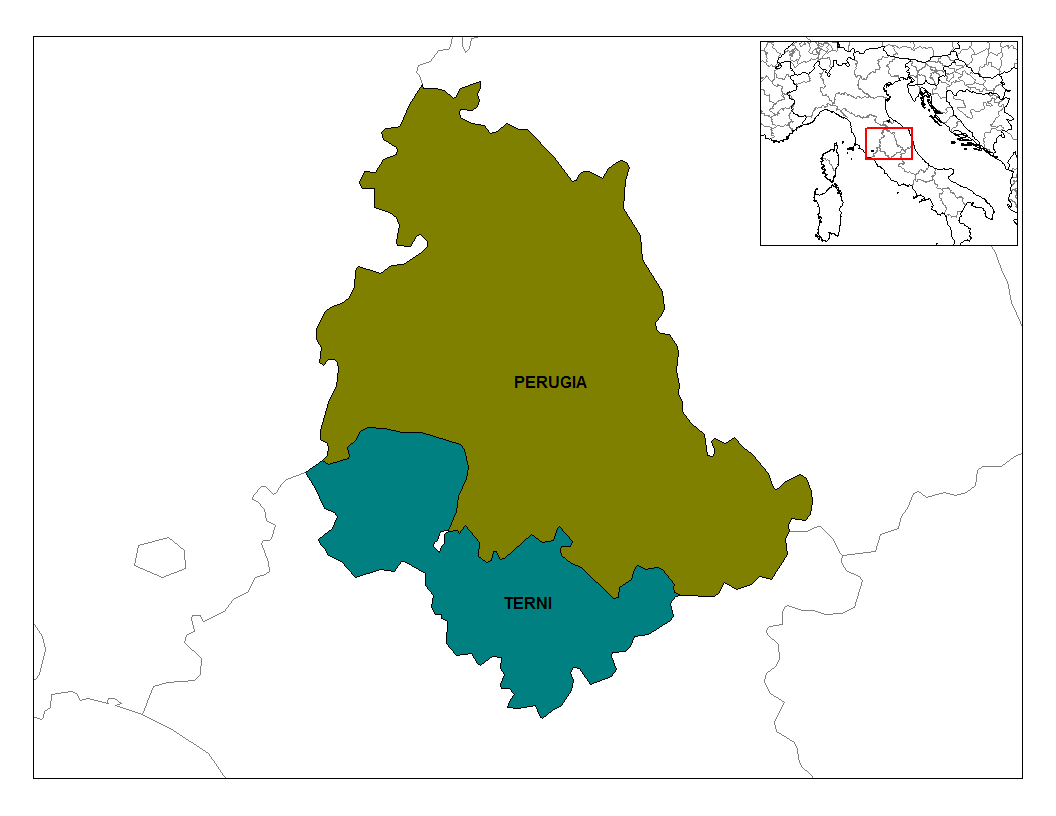
استان‌های اومبریا

- استان پروجا (PG)
- استان ترانی (TR)

## ونتو

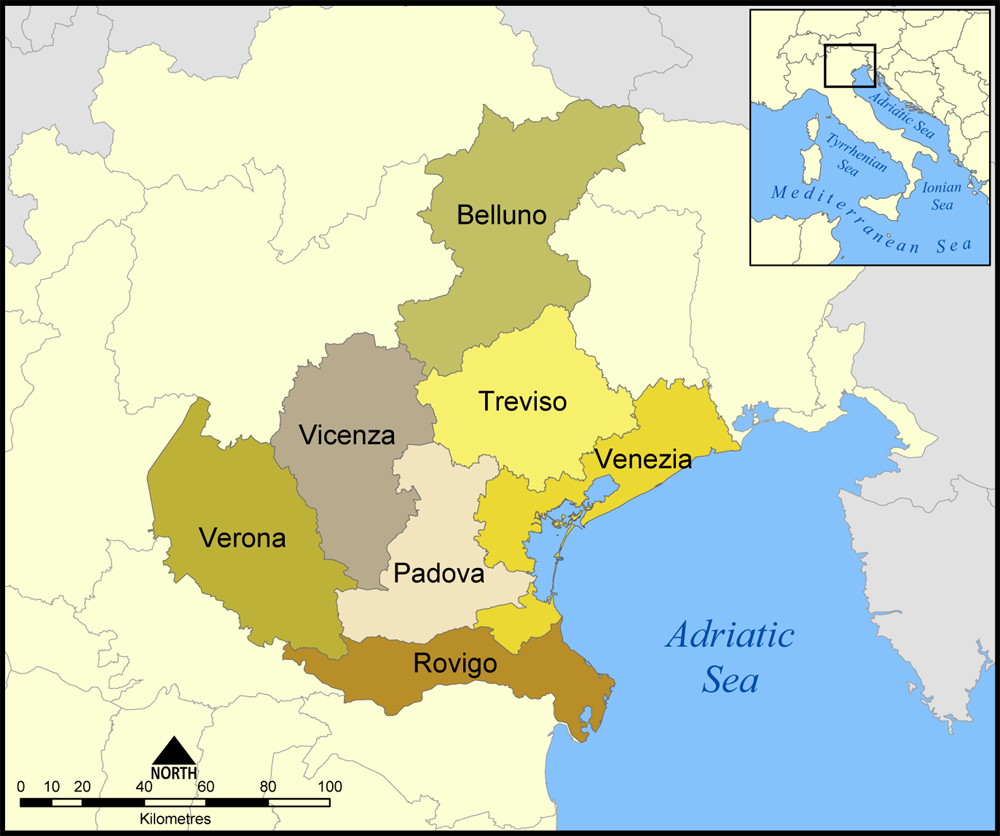
استان‌های ونتو

- استان بلونو (BL)
- استان پادووا (PD)
- استان روویگو (RO)
- استان ترویزو (TV)
- استان ونیز (VE)
- استان ورونا (VR)
- استان ویچنزا (VI)